# از پا نیفتاده
از پا نیفتاده یک مجموعه تلویزیونی محصول سال ۱۳۷۲ به کارگردانی حسین کامران، نویسندگی رضا عقیلی و تهیه‌کنندگی فرامرز باصری می‌باشد که از برنامه سیمای خانواده شبکه یک پخش شد. این سریال پانزده قسمتی زندگی آقای کرامت جهانگرد رئیس سابق سازمان صنعت معدن و تجارت استان اصفهان را به تصویر کشیده است.

## بازیگران
- گیتی معینی
- اکبر قدمی
- اکبر وارث
- امیر حیدری
- توران قادری
- حسین چنگی
- رامین نعمتی
- سعید حیدری
- سعید کریمی
- عباس جوانمرد
- عزت‌الله جامعی
- علی اوسیوند[۲]
- فرزانه حیدری
- فریبا حیدری
- مسعود امیری
- مهری ودادیان
- نصرت دستمردی
- نعمت‌الله گرجی
- وحید کامران